# Ченгуань (селище, Хоцю)
Ченгуань (кит. 城关镇, пін. Chéngguān Zhèn) — містечко у КНР, адміністративний центр повіту Хоцю провінції Аньхой.

## Географія
Ченгуань розташовується у середній течії Хуайхе, лежить на Великій Китайській рівнині.

### Клімат
Містечко знаходиться у зоні, котра характеризується вологим субтропічним кліматом. Найтепліший місяць — липень із середньою температурою 28.2 °C (82.8 °F). Найхолодніший місяць — січень, із середньою температурою 2.6 °С (36.7 °F).
| Клімат Ченгуаня         | Клімат Ченгуаня | Клімат Ченгуаня | Клімат Ченгуаня | Клімат Ченгуаня | Клімат Ченгуаня | Клімат Ченгуаня | Клімат Ченгуаня | Клімат Ченгуаня | Клімат Ченгуаня | Клімат Ченгуаня | Клімат Ченгуаня | Клімат Ченгуаня | Клімат Ченгуаня |
| Показник                | Січ.            | Лют.            | Бер.            | Квіт.           | Трав.           | Черв.           | Лип.            | Серп.           | Вер.            | Жовт.           | Лист.           | Груд.           | Рік             |
| Середня температура, °C | 2,6             | 4,1             | 9,4             | 15,9            | 21,3            | 25,6            | 28,2            | 27,8            | 22,6            | 17,2            | 10,8            | 4,7             | 15,9            |
| Норма опадів, мм        | 30              | 42.4            | 63.7            | 80.1            | 97.6            | 128.2           | 206.6           | 130.4           | 91.1            | 63.1            | 49              | 23.1            | 1005.3          |
| Днів з опадами          | 6,6             | 8               | 10,4            | 11,4            | 10,5            | 9,8             | 12,7            | 10,5            | 10,6            | 8,7             | 8,3             | 6,8             | 114,3           |
| Вологість повітря, %    | 68.6            | 70              | 70              | 72              | 71.1            | 72.4            | 80.1            | 79.7            | 77.7            | 75              | 72.2            | 68.6            | 73.1            |
| ----------------------- | --------------- | --------------- | --------------- | --------------- | --------------- | --------------- | --------------- | --------------- | --------------- | --------------- | --------------- | --------------- | --------------- |
| Джерело: Weatherbase    |                 |                 |                 |                 |                 |                 |                 |                 |                 |                 |                 |                 |                 |